# Auriac-sur-Dropt
Auriac-sur-Dropt is een gemeente in het Franse departement Lot-et-Garonne (regio Nouvelle-Aquitaine) en telt 186 inwoners (1999). De plaats maakt deel uit van het arrondissement Marmande.

## Geografie
De oppervlakte van Auriac-sur-Dropt bedraagt 5,2 km², de bevolkingsdichtheid is 35,8 inwoners per km².
De onderstaande kaart toont de ligging van Auriac-sur-Dropt met de belangrijkste infrastructuur en aangrenzende gemeenten.

## Demografie
Onderstaande figuur toont het verloop van het inwonertal (bron: INSEE-tellingen).